# Adolovni Acosta
Adolovni Acosta (Manilla, 3 februari 1946 – New York, 12 december 2024) was een Filipijnse pianiste die in de Verenigde Staten woont en werkt.

## Jeugd en opleiding
Acosta begon negen jaar oud met pianoles, gegeven door haar moeder Ernestina. Daarna ging ze studeren bij Juliana Velasquez. Op haar elfde jaar won ze een pianowedstrijd uitgeschreven door een radiostation in Manilla en een jaar later won ze de Lucia Francisco Music Circle Piano Scholarship Competition. Nadat ze met 14 jaar haar middelbareschooldiploma had behaald, slaagde ze voor haar toelatingsexamen voor de University of the Philippines en ging daar aan het conservatorium studeren. Hier werd ze uitgekozen om als solist op te treden met het U.P. Symphony Orchestra in de serie "Famous Concerto Movements" en was ook solist in twee volgende concerten met hetzelfde orkest. Door haar uitmuntende prestaties kreeg ze beurzen voor college en universiteit. Ze behaalde een leraarsbevoegdheid in pianoles geven en haar Bachelor of Music en vervolgens Master of Music diploma's voor piano. Haar belangrijkste leraren waren Benedicta Macaisa en Regalado Jose. Gedurende haar studie voor haar masters werkte ze tevens als wetenschappelijk medewerker in opleiding voor de musicoloog Dr. Jose Maceda aan het departement van Aziatische Muziek van de universiteit. In 1968 ging Acosta verder studeren aan de Wesleyan Universiteit in Middletown in Connecticut. En jaar later werd ze aangenomen aan de Juilliard School of Music in New York waar ze in 1971 haar Masters Degree in muziek behaalde. De school gaf haar ook een beurs uit het John D. Rockefeller fonds. Ze studeerde in Amerika bij Zenon Fishbein en Eugene List en werd gecoacht door Claude Frank en Constance Keene.

## Uitvoerend musicus, docentschap en plaatopnames
Acosta maakte haar debuut als solist in Amerika in 1971 met een optreden in de Weill Recital Hall in de Carnegie Hall en heeft sindsdien opgetreden in 41 steden en 25 landen in Amerika, Europa, Azië en het Pacifisch gebied in alle grote concertzalen ter wereld. Behalve solistisch werk zowel in concert maar ook als kamermusicus heeft Acosta ook veel masterclasses gegeven in diverse landen in het Pacifisch gebied op universiteiten, conservatoria en in concertzalen. Acosta heeft Ernesto Lecuona's Andalucia en Danzas-Afro-Cubanas opgenomen op plaat voor Rion Master Recordings en de Pianowerken van Carl Nielsen op het label van de Musical Heritage Society. Haar optredens en opnamen daarvan, vaak met live interviews, zijn te zien en te horen geweest op televisie en radio over de gehele wereld.

## Onderscheiding en eerbetoon
Acosta kreeg in 2006 een Pamana ng Pilipino, een onderscheiding van verdienste, uitgereikt door de Gloria Macapagal-Arroyo, de toenmalige president van de Filipijnen. In 1982 werd ze gekozen tot een van de "Ten Outstanding Young Women of America" nadat ze eerst tot Outstanding Young Woman of America voor de staat New York was gekozen. Acosta komt voor in de Chronology of Western Classical Music 1751-2000 uitgegeven door Routledge in 2002 en is opgenomen in de International Who's Who in Classical Music.
Acosta overleed 12 december 2024 op 78-jarige leeftijd.